# Leucanitis schlumbergeri
Leucanitis schlumbergeri là một loài bướm đêm trong họ Noctuidae.